# Lalage sharpei
Lagarteiro-de-samoa ou lagarteirinho-da-samoa (Lalage sharpei) é uma espécie de ave da família Campephagidae.
É endémica de Samoa.
Os seus habitats naturais são: florestas subtropicais ou tropicais húmidas de baixa altitude e plantações.
Está ameaçada por perda de habitat.